# C*-álgebra topológicamente graduada
En matemáticas, más específicamente en la Teoría de Operadores, las C*-Álgebras Topológicamente Graduadas son C*-Álgebras descompuestas en subespacios asociados a los elementos de un grupo, similar a los Fibrados de Fell.

## Definición
Decimos que la C*-álgebra unitaria {\displaystyle {\mathfrak {C}}} está graduada por un grupo discreto {\displaystyle {\textsf {G}}} si existe una familia {\displaystyle \{{\mathfrak {C}}_{g},\,g\in {\textsf {G}}\}} de subespacios cerrados de {\displaystyle {\mathfrak {C}}} tales que la suma directa algebraica {\displaystyle \bigoplus _{g\in {\textsf {G}}}{\mathfrak {C}}_{g}} es densa en {\displaystyle {\mathfrak {C}}} y tal que se cumple:
1. {\displaystyle {\mathfrak {C}}_{g}{\mathfrak {C}}_{h}\subset {\mathfrak {C}}_{gh}} para todo {\displaystyle g,h\in {\textsf {G}}},
2. {\displaystyle {{\mathfrak {C}}_{g}}^{*}\subset {\mathfrak {C}}_{g^{-1}}} para todo {\displaystyle g\in {\textsf {G}}}.

Para cada {\displaystyle h\in {\textsf {G}}}, denotamos por {\displaystyle P_{h}:\bigoplus _{g\in {\textsf {G}}}{\mathfrak {C}}_{g}\to {\mathfrak {C}}_{h}} la proyección canónica (en general puede no ser continua). Si {\displaystyle P_{e}} es continua, entonces {\displaystyle {\mathfrak {C}}} es una {\displaystyle C^{*}}-Álgebra Topológicamente Graduada  por {\displaystyle {\textsf {G}}}. Usualmente se escribe:
{\displaystyle {\mathfrak {C}}={\widetilde {\bigoplus }}_{g\in {\textsf {G}}}{\mathfrak {C}}_{g}.}

## Ejemplo
Si {\displaystyle {\textsf {G}}} es un grupo discreto y amenable, entonces tenemos que la C*-álgebra {\displaystyle {\mathfrak {C}}^{*}({\textsf {G}})}, la más pequeña que contiene a {\displaystyle C_{c}({\textsf {G}})} (funciones continuas de soporte compacto), es topológicamente graduada donde{\displaystyle {\mathfrak {C}}_{g}:=\left\{f:{\textsf {G}}\rightarrow \mathbb {C} ;\,f(s)=0\,\,\forall s\in {\textsf {G}}\,\,{\text{s.t.}}\,\,s\neq g\right\}.}
De este modo podemos escribir {\displaystyle {\mathfrak {C}}^{*}({\textsf {G}})={\widetilde {\bigoplus }}_{g\in {\textsf {G}}}{\mathfrak {C}}_{g}}.